# Herochroma rosulata
Herochroma rosulata là một loài bướm đêm thuộc họ Geometridae. Loài này có ở Trung Quốc (Hải Nam).
Chiều dài cánh trước khoảng 24–25 mm.